# Aquário do Pantanal

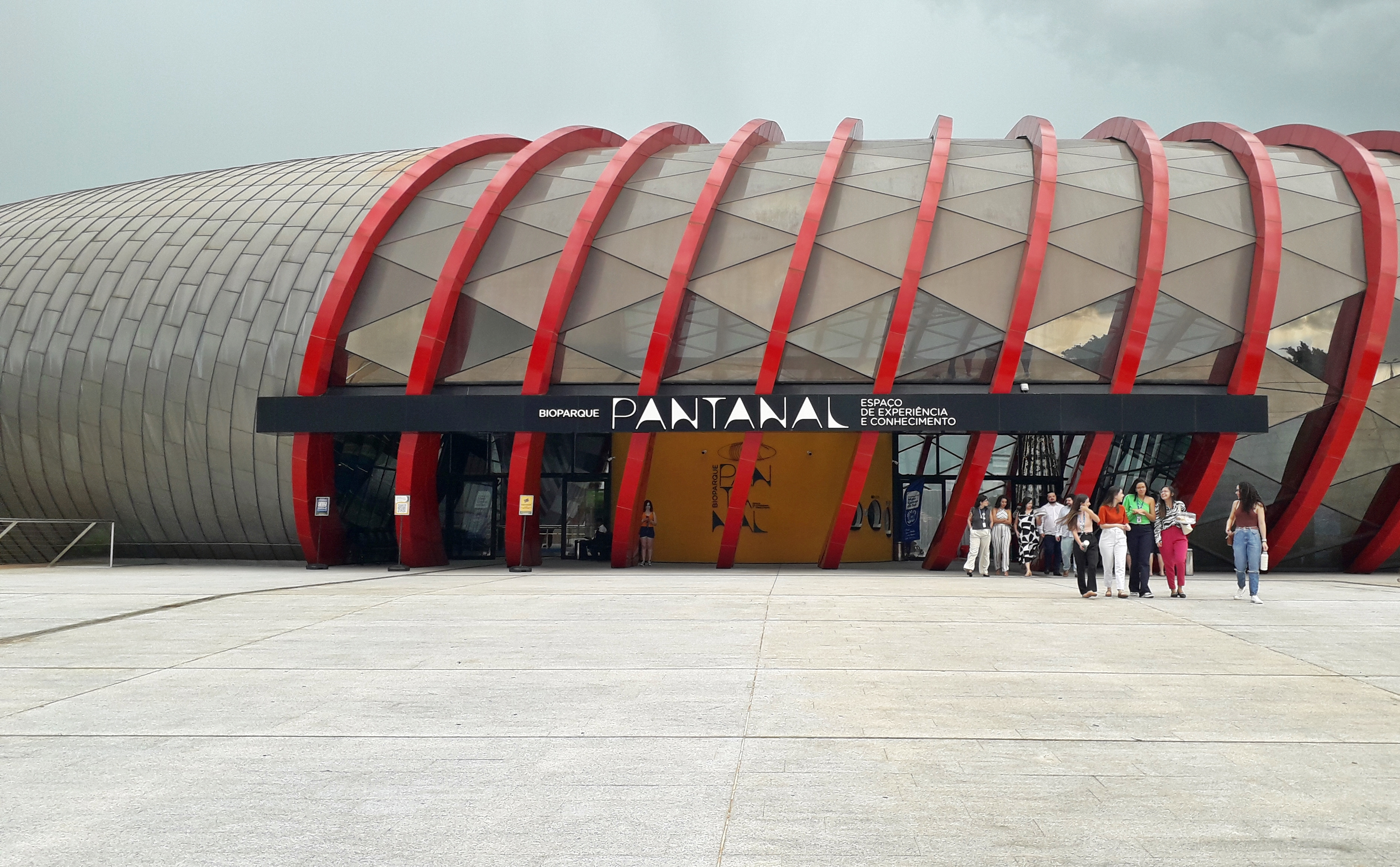
Entrada do Bioparque Pantanal

O BioParque Pantanal é um aquário localizado em Campo Grande, Mato Grosso do Sul, inaugurado em 28 de março de 2022. Localiza-se na Avenida Afonso Pena entre o Parque das Nações Indígenas, em Campo Grande. Trata-se de um complexo de dezenove mil metros quadrados que ostenta o maior aquário de água doce em todo o mundo. O grande edifício foi desenhado por Ruy Ohtake.
A história do aquário até sua inauguração foi marcada por um considerável atraso. A obra, iniciada em 2011, deveria durar 900 dias porém só foi entregue em 2022, quase 11 anos depois. Diversas acusações de irregularidades chegaram a atingir até mesmo o ex-governador do Mato Grosso do Sul, André Puccinelli (MDB), que foi preso preventivamente.